# Stari Krim (Donetsk)
Stari Krim (en ucraniano: Старий Крим, romanizado: Staryi Krym; en ruso: Старый Крым) es un asentamiento de tipo urbano ucraniano perteneciente al óblast de Donetsk. Situado en el este del país, hasta 2020 estaba dentro del área municipal de Mariúpol, pero actualmente es parte del raión de Mariúpol y parte del municipio (hromada) de Mariúpol.
El asentamiento está ocupado por Rusia desde el 2 de marzo de 2022 en el marco de la invasión rusa de Ucrania. 

## Toponimia
Stari Krim se fundó con el nombre del asentamiento de Stari Krim (en ucraniano: Старий Крим; en ruso: Старый Крым; en urrumano: Эст’и Хырым) en Crimea, de donde procedían los colonos.

## Geografía
Stari Krim está en la margen derecha del río Kalchik, a unos 7 km de Mariúpol y a 93 km de Donetsk.

## Historia
Stari Krim fue mencionado por primera vez por escrito en 1780, fundado colonos griegos y urrumanos de Crimea. en 1938 se le dio a la localidad el estatus de asentamiento de tipo urbano.
En marzo de 2022, durante la invasión rusa de Ucrania, Stari Krim fue tomada y pasó a ser administrada por la autoproclamada República Popular de Donetsk.

## Demografía
La evolución de la población de Stari Krim entre 1859 y 2022 fue la siguiente:
| 874                                                           | 1779 | 4546 | 4364 | 5431 | 6073 | 6238 | 6208 | 6069 | 6047 | 6025 | 5159 | 5887 | 5734 |
| (Fuente: Cities & Towns of Ukraine y UKRAINE: Größere Städte) |      |      |      |      |      |      |      |      |      |      |      |      |      |

Según el censo de 2001, la lengua materna de la mayoría de los habitantes, el 96,30%, es el ruso; del 3,27% es el ucraniano y del 0,32%, el griego.

## Economía
La mayor parte de la población trabaja en las empresas de Mariúpol o en una cercana mina de granito. 

## Infraestructura

### Educación
En Stari Krim, hay una escuela especializada con un estudio profundo del idioma griego moderno Nº46.